# Lomelosia songarica
Lomelosia songarica är en tvåhjärtbladig växtart som först beskrevs av Alexander Gustav von Schrenk, Fischer och Meyer, och fick sitt nu gällande namn av J. Soják. Lomelosia songarica ingår i släktet Lomelosia och familjen Dipsacaceae. Inga underarter finns listade i Catalogue of Life.